# Joachim Voigtmann
Joachim Voigtmann (* 15. Juli 1940 in Chemnitz) ist ein deutscher Lehrer, Kunsthistoriker und Museologe.
Joachim Voigtmann promovierte 1982 an der Akademie für Gesellschaftswissenschaften beim ZK der SED (Berlin) zum Dr. phil. Im Laufe seiner Karriere war er unter anderem als Museumsdirektor in Freiberg und Chemnitz tätig. Bis zum Eintritt in den Ruhestand 2005 war er Direktor der Sächsischen Landesstelle für Museumswesen. Er ist Autor zahlreicher Publikationen.

## Publikationen (Auswahl)
- Kulturpolitische Orientierungen und Aktivitäten zur Erschließung des deutschen bildkünstlerischen Erbes seit dem VIII. Parteitag der SED (1971–1981). Dissertation A, Akademie für Gesellschaftswissenschaften beim ZK der SED, Berlin, 1982.
- Carl-Heinz Westenburger: Maler, Grafiker. Bezirkskunstzentrum, Karl-Marx-Stadt 1984
- Hrsg.: Museen in Sachsen. Ein Führer durch die sächsische Museumslandschaft. Deutscher Kunstverlag, München/Berlin 2004.